# Dendrobium appendicula
Dendrobium appendicula är en orkidéart som beskrevs av Rudolf Schlechter. Dendrobium appendicula ingår i släktet Dendrobium, och familjen orkidéer. Inga underarter finns listade i Catalogue of Life.